# Syagrus oleracea
Syagrus oleracea är en enhjärtbladig växtart som först beskrevs av Carl Friedrich Philipp von Martius, och fick sitt nu gällande namn av Odoardo Beccari. Syagrus oleracea ingår i släktet Syagrus och familjen Arecaceae. Inga underarter finns listade i Catalogue of Life.